# Can Mascaró (la Palma de Cervelló)
Can Mascaró és una masia situada a la carretera de Corbera de Llobregat (actual BV-2421) abans d'arribar a la Palma de Cervelló i davant del polígon que porta el nom de la masia, a la comarca del Baix Llobregat.
A l'altra banda de la carretera es pot trobar la font de Can Mascaró, gairebé arribant a Sant Joan del Pla.

## Arquitectura
És una casa de planta baixa, pis i golfes amb teulada a doble vessant i el carener paral·lel a la façana principal. Les parets són arrebossades i emblanquides. Les obertures són ben distribuïdes a les façanes. A la planta baixa hi ha portada d'arc rebaixat i una finestra a cada banda; al pis hi ha diversos balcons i a les golfes finestretes d'ac rodó de petites dimensions.
Té diverses construccions auxiliars, tancades amb un mur i una portada d'accés a uns 150 m de la carretera a Corbera de Llobregat. Conserva escassos elements de la masia original, si bé les reformes no han canviat molt el conjunt.

## Història
L'origen d'aquest mas es remunta al segle xvii. Originàriament depenia del monestir de Sant Pere de les Puel·les i pagava un cens a la Casa de Misericòrdia de Barcelona. El llinatge d'origen és dels Llopart de Cervelló. El 1705 Jeroni Francesc Mascaró es refugià al mas en ser desposseït dels immobles que tenia al barri de la Ribera, concretament en ser-li expropiada la finca que tenia al carrer Rodó pel Consell de Cent i més tard per Felip V. Sembla que el primer representant del llinatge Mascaró fou Jeroni Francesc Mascaró. El nom, més endavant passaria a dir-se Llopart-Mascaró, durant cinc generacions i fins avui.